# Gertjie

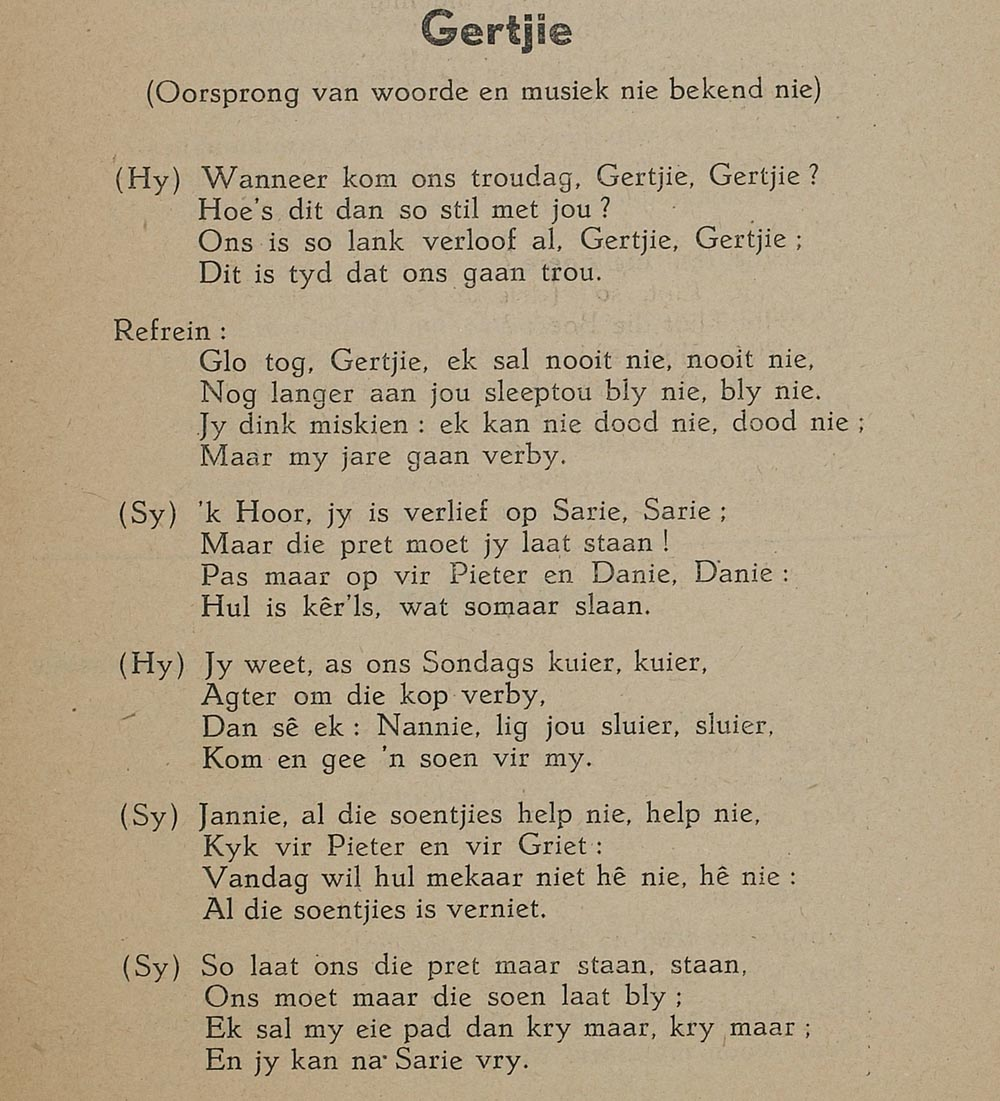
Liedtekst afkomstig uit "Volksliederen uit Zuid-Afrika", een uitgave van het Vlaamsch Nationaal Zangverbond (circa 1930)

Gertjie (ook wel: Wanneer kom ons troudag, Gertjie?) is een Afrikaanstalig volksliedje uit de 19e eeuw. De auteur van het lied is onbekend. De melodie van het liedje is gebaseerd op die van Just before the battle, mother, een liedje dat uit de Amerikaanse Burgeroorlog stamt.
Het lied is een dialoog tussen Jannie (de man) en Gertjie (de vrouw) en bestond oorspronkelijk uit zes coupletten met een refrein. In het lied beklaagt Jannie zich erover dat het ondanks een langdurige verloving nog niet tot een huwelijk met Gertjie is gekomen. 

## Geschiedenis
Nicolaas Mansvelt tekende het lied voor het eerst op in 1907 in de Hollands-Afrikaanse Liederbundel en meldde dat er het vijfde, dus voorlaatste, couplet in de overlevering verloren is gegaan. Hij leerde het lied van een Nederlander die het op commando en in krijgsgevangenschap tijdens een Boerenoorlog had horen zingen. De letterkundige Stephanus Johannes du Toit schreef in zijn proefschrift Suid-Afrikaanse volkspoes̈ie: bijdrae tot die Suid-Afrikaanse volkskunde dat het lied een oorsprong heeft van voor de Boerenoorlogen.
Gertjie is niet het enige Afrikaanse volksliedje dat is geschreven op een lied uit de Amerikaanse Burgeroorlog. De melodie van Sarie Marais is bijvoorbeeld gebaseerd op Ellie Rhee en Ons burgers is getrouw op Marching through Georgia.
In Nederland genoot het lied ook bekendheid tot na de Tweede Wereldoorlog, daarna raakte het in onbruik. Het lied In die grote stad Zaltbommel heeft een melodie die identiek is aan Gertjie.

## Tekst
Het eerste couplet en het refrein gaan als volgt:

1. Wanneer kom ons troudag, Gertjie, Gertjie?

 Hoe's dit dan so stil met jou?

 Ons is so lank verloof al, Gertjie, Gertjie;

 dit is tyd dat ons gaan trou.

Refrein:

Glo tog, Gertjie, ek sal nooit nie, nooit nie

 nog langer aan jou sleeptou bly nie, bly nie.

 Jy dink miskien ek kan nie dood nie, dood nie;

 maar my jare gaan verby.